# 하부 맨틀

하부 맨틀이 표시된 지구 내부 구조.

역사적으로 중간권(mesosphere)으로도 알려진 하부 맨틀(Lower mantle)은 지구 전체 부피의 약 56%를 차지하며, 지구 표면 아래 660 km에서 2,890 km까지의 영역으로, 전이대 (지구)와 외핵 사이에 있다. 예비 참조 지구 모델(PREM)은 하부 맨틀을 세 부분으로 나눈다. 각각 최상부(660~770 km), 중하부 맨틀(770~2,700 km), D"층(2,700~2,890 km)이다. 하부 맨틀의 압력과 온도는 24~127 GPa 및 1900~2600 켈빈 범위이다. 하부 맨틀의 구성은 파이롤라이트성로 추정되며, 브리지마나이트, 페로페리클라세, 칼슘-규산염 페로브스카이트의 세 가지 주요 상을 보인다. 하부 맨틀의 고압은 철을 함유한 브리지마나이트와 페로페리클라세의 스핀 전이를 유도하는 것으로 나타났으며, 이는 맨틀 플룸 역학 및 하부 맨틀 화학 모두에 영향을 미칠 수 있다. 맨틀은 연간 약 1 cm의 속도로 움직인다.
상부 경계는 깊이 660 km에서 지진파 속도와 밀도의 급격한 증가하는 경계로 정의된다. 660 km 깊이에서 링우다이트(γ-(Mg,Fe)
2SiO
4)는 Mg-Si 페로브스카이트와 마그네시오뷔스타이트로 분해된다. 이 반응은 상부 맨틀과 하부 맨틀의 경계를 나타낸다. 이 측정값은 지진 데이터와 고압 실험실 실험에서 추정된 것이다. 중간권의 바닥에는 핵-맨틀 경계 바로 위에 약 2,700~2,890 km에 위치한 D″층이 포함된다.

## 물리적 특성
하부 맨틀은 원래 불런의 구형 대칭 지구 모델에서 D층으로 명명되었다. 지구 내부의 PREM 지진 모델은 지진파 속도 불연속성에 따라 D층을 세 개의 뚜렷한 층으로 분리했다:
- 660~770 km: 압축파 속도(6~11%)의 불연속성이 급격한 기울기로 이어지며, 이는 링우다이트 광물의 브리지마나이트 및 페로페리클라세로의 변환과 전이대 층에서 하부 맨틀로의 전이를 나타낸다.
- 770~2,700 km: 하부 맨틀 광물상의 단열 압축을 나타내는 점진적인 속도 증가.
- 2,700~2,900 km: D층이 하부 맨틀에서 외핵으로의 전이로 간주된다.

하부 맨틀의 온도는 최상층에서 1,960 K (1,690 °C; 3,070 °F)부터 깊이 2,700 km에서 2,630 K (2,360 °C; 4,270 °F)까지 범위이다. 하부 맨틀의 온도 모델은 대류를 주요 열 전달 기여로 근사화하며, 전도 및 복사열 전달은 무시할 수 있는 것으로 간주된다. 결과적으로, 깊이에 따른 하부 맨틀의 온도 기울기는 거의 단열에 가까운 모양을 보인다. 지온 변화도 계산에 따르면 최상부 하부 맨틀에서 0.47 켈빈 매 킬로미터 (0.47 °C/km)에서 2600km에서 0.24 켈빈 매 킬로미터 (0.24 °C/km)로 감소하는 것이 관찰되었다.

## 구성
하부 맨틀은 주로 브리지마나이트, 페로페리클라세, 칼슘-규산염 페로브스카이트(CaSiO3-페로브스카이트)의 세 가지 구성 요소로 이루어져 있다. 각 구성 요소의 비율은 역사적으로 논쟁의 대상이었으며, 전체 조성은 다음과 같이 제안되었다.
- 파이롤라이트성: 상부 맨틀 감람암의 암석학적 조성 경향에서 유래한 것으로, 상부 및 하부 맨틀 간의 균질성을 제안하며 Mg/Si 비율은 1.27이다. 이 모델은 하부 맨틀이 부피 기준으로 브리지마나이트 75%, 페로페리클라세 17%, CaSiO3-페로브스카이트 8%로 구성되어 있음을 의미한다.[4]
- 콘드라이트성: 지구의 하부 맨틀이 구립운석의 조성으로부터 형성되었음을 시사하며, Mg/Si 비율은 약 1이다. 이는 브리지마나이트와 CaSiO3-페로브스카이트가 주요 구성 요소임을 의미한다.

파이롤라이트의 실험실 다중 모루 압축 실험으로 단열 지온선 조건을 시뮬레이션하고 엑스선 회절을 이용하여 밀도를 측정했다. 지온선을 따른 밀도 프로파일이 PREM 모델과 일치하는 것으로 나타났다. 다양한 브리지마나이트와 페로페리클라세 비율에 대한 하부 맨틀 지온선을 가로지르는 밀도 및 속도 프로파일의 일차 원리 계산은 8:2 비율에서 PREM 모델과 일치하는 것을 관찰했다. 이 비율은 하부 맨틀의 파이롤라이트성 전체 조성과 일치한다. 더욱이, 미량 원소를 고려한 파이롤라이트성 하부 맨틀 조성의 전단파 속도 계산은 PREM 전단파 속도 프로파일과 1% 이내로 일치했다. 반면에, 관련 압력 및 온도에서의 브릴루앙 분광학 연구는 93% 이상의 브리지마나이트 상으로 구성된 하부 맨틀이 측정된 지진 속도에 해당하는 전단파 속도를 가짐을 밝혀냈다. 제안된 조성은 콘드라이트성 하부 맨틀과 일치한다. 따라서 하부 맨틀의 전체 조성은 현재 논쟁의 대상이다.

## 스핀 전이대
하부 맨틀에 있는 두 가지 철 함유 광물(브리지마나이트, 페로페리클라세)의 전자 환경은 고스핀(HS) 상태에서 저스핀(LS) 상태로 전이한다. 페로페리클라세 내 Fe2+는 50~90 GPa 사이에서 전이를 겪는다. 브리지마나이트는 구조 내에 Fe3+와 Fe2+를 모두 포함하며, Fe2+는 A-자리를 차지하고 120 GPa에서 LS 상태로 전이한다. Fe3+는 A-자리와 B-자리를 모두 차지하며, B-자리의 Fe3+는 30~70 GPa에서 HS에서 LS로 전이하는 반면, A-자리의 Fe3+는 B-자리의 Al3+ 양이온과 교환하여 LS가 된다. 철 양이온의 이러한 스핀 전이는 페로페리클라세와 브리지마나이트 간의 분배 계수를 10~14로 증가시켜 브리지마나이트의 Fe2+를 고갈시키고 페로페리클라세를 Fe2+로 풍부하게 만든다. HS에서 LS로의 전이는 철 함유 광물의 물리적 특성에 영향을 미치는 것으로 보고되었다. 예를 들어, 페로페리클라세에서 HS에서 LS 상태로 전환될 때 밀도와 비압축성이 증가하는 것으로 보고되었다. 스핀 전이가 하부 맨틀의 운송 특성 및 유변학에 미치는 영향은 현재 수치 시뮬레이션을 사용하여 조사되고 논의되고 있다.

## 역사
중간권(대기의 층인 중간권과 혼동하지 말 것)은 하버드 대학교 지질학 교수인 레지널드 올드워스 데일리가 만든 "중간권 껍질"에서 유래했다. 판 구조론 이전 시대에 데일리(1940)는 지구 외부가 암석권(지각 (지질학) 포함), 연약권, 중간권 껍질의 세 가지 구형 층으로 구성되어 있다고 추정했다. 데일리의 가설적인 암석권-연약권 경계 깊이는 80~100 km 범위였고, 중간권 껍질의 상부(연약권의 바닥)는 200~480 km 범위였다. 따라서 데일리의 연약권은 두께가 120~400 km로 추정되었다. 데일리에 따르면, 고체 지구 중간권의 바닥은 맨틀의 바닥(따라서 핵의 상부)까지 확장될 수 있었다.
"메조플레이트"라는 파생 용어는 맨틀의 열점이 존재하는 가정된 기준 틀에 대해 "중간권"과 "판"을 결합한 휴리스틱을 기반으로 도입되었다.

## 같이 보기
- LLSVP